# Radikaldemokratische Partei
Die Radikaldemokratische Partei (RDP) war eine deutsche linksliberale Kleinpartei, die in der Endphase der Weimarer Republik zwischen 1930 und 1933 existierte. Bei ihrer Namensgebung und mit ihren Veröffentlichungen orientierte sie sich an der Leitvorstellung der radikalen Demokratie.
Die RDP wurde am 30. November 1930 in Kassel von ehemaligen Mitgliedern der Deutschen Demokratischen Partei (DDP) gegründet, die deren Übergang in die Deutsche Staatspartei nicht mitvollziehen wollten. Zu den bekanntesten Gründungsmitgliedern gehörten Ludwig Quidde und Hellmut von Gerlach. Die Pazifisten wurden vom linken Flügel der Jungdemokraten unterstützt. Zum Parteivorsitzenden wurde der Berliner Rechtsanwalt Willy Braubach gewählt. Programmatisch war die Partei linksliberal, pazifistisch und ebenso republikanisch, also überzeugt von der Weimarer Republik als demokratischen Staat, ausgerichtet.
Organisatorische Schwerpunkte lagen neben Berlin im Ruhrgebiet und im Raum Nürnberg-Fürth. Politische Bedeutung erlangte die Partei allenfalls auf kommunaler Ebene. Lediglich im Jahr 1931 war sie vorübergehend mit zwei Sitzen im Landtag des Volksstaates Hessen vertreten (Julius Reiber und Johann Eberle). Diese durch Parteiübertritt ehemaliger DDP-Abgeordneter erhaltenen Mandate konnten in der Neuwahl nicht verteidigt werden (die Partei erreichte 0,6 % der Stimmen und kein Mandat); auch die Beteiligung an der Reichstagswahl im November 1932 (3793 Stimmen) war erfolglos. Dies war auch die einzige Reichstagswahl, zu der die RDP antrat. Bereits vor Beginn der Wahl waren einige Mitglieder aufgrund der Chancenlosigkeit der Partei aus dieser ausgetreten. Auf Listenplatz 1 der Partei war der Berliner Polizeimajor Walther Encke, ein überzeugter Demokrat.; es wurde zudem eine Listenverbindung mit der SPD eingegangen. Schließlich beteiligte die Partei sich auch an der sozialdemokratisch geprägten „Eisernen Front“, einer in der Nachfolge des Reichsbanners Schwarz-Rot-Gold agierenden Gruppierung zur Wahrung der Weimarer Republik. Dies ist auffällig, da eine Mitarbeit in der Eisernen Front sonst mehrheitlich von nicht-sozialdemokratischen Organisationen aus diversen Gründen abgelehnt wurde.
Im Jahr 1933 verliert sich die weitere Spur der Partei. Einige ihrer ehemaligen Mitglieder wurden, wie Erich Lüth und Paul von Schoenaich, nach 1945 wieder politisch aktiv.

## Politische Forderungen
Als sozialliberale Partei forderte die RDP eine sozialgerechte Wirtschaft, im Rahmen einer freien privatorientierten Wirtschaft. Die Forderung nach der Senkung des Wehretats, bezeugen die die antimilitaristische Positionierung der Partei. Als Konsequenz solle aber nicht nur Deutschland, sondern die gesamte Welt abgerüstet werden. Aber auch dem zu dieser Zeit stark aufkommenden Nationalismus verurteilte die RDP aufs schärfste.